# Les Tuche (série de films)
 Pour plus de détails, voir Fiche technique et Distribution
Les Tuche est une série de films français de comédie réalisée par Olivier Baroux (pour les 4 premiers opus) et Jean-Paul Rouve (cinquième volet) et produite par Richard Grandpierre.
Cette série débute avec le film Les Tuche (2011), et se poursuit avec Les Tuche 2 : Le Rêve américain (2016), Les Tuche 3 : Liberté, Égalité, Fraternituche (2018), Les Tuche 4 (2021) et God Save the Tuche (2025).
La saga connaît un important succès populaire en France, réunissant plus de 17 millions de spectateurs.

## Univers
La série est centrée sur la vie d'une famille française modeste et un peu loufoque, les Tuche, composée du père Jeff Tuche, de la mère Cathy, de leurs trois enfants, Stéphanie, Wilfried et Donald, ainsi que de la grand-mère, Mamie Suze, mère de Jeff.
Les films débutent pour la plupart dans la commune fictive de Bouzolles, située dans une région fictive du Nord de la France appelée le Limaret. Le premier film voit la famille Tuche s'installer à Monaco après avoir gagné 100 millions d'euros au Loto. Dans le deuxième film, la famille rend visite à Donald parti étudier aux États-Unis et finit par s'y installer temporairement. Dans le troisième, la famille s'installe au palais de l'Élysée après la victoire surprise de Jeff Tuche à la présidence de la République. Dans le quatrième volet, les Tuche préparent Noël et renouent des liens avec la sœur de Cathy et son mari Jean-Yves Marteau, directeur de Magazone. Dans le cinquième, les Tuche partent au Royaume-Uni.

## Synopsis

### Les Tuche
Les Tuche sont une famille vivant à Bouzolles. Jeff Tuche, le père, est un chômeur fier de l'être ; lui et sa femme Cathy ont trois enfants : Stéphanie, bimbo pas très futée, Wilfried, idiot pas encore au fait de son homosexualité et qui se prend pour un rappeur gangsta, et Donald, dit « Coin-Coin », très intelligent et surdoué. Il y a également la mère de Jeff, dite « Mamie Suze », qui parle dans un charabia incompréhensible que seule Cathy semble comprendre, et dont l'unique ami est son chien Toby, désormais empaillé. Un jour, les Tuche gagnent 100 millions d'euros à la loterie et décident d'aller à Monaco, le rêve de Cathy…

### Les Tuche 2: Le Rêve américain
Les Tuche, une famille française modeste, voit sa vie changer après avoir gagné 100 millions d'euros au loto. Grâce à l'argent de ses parents, le benjamin de la fratrie, Donald, dit « Coin-coin », part un mois à Los Angeles pour améliorer son anglais. Sur le campus de l'université, il rencontre Jennifer, la fille du célèbre financier américain Ron Carrington. Donald, impressionné par cette famille qui est à l'opposé de la sienne, se sent obligé de mentir sur les Tuche, persuadé que les deux familles ne se rencontreront jamais, jusqu'au jour où la sienne décide de faire le déplacement pour son anniversaire, sans rien lui dire…

### Les Tuche 3: Liberté, Égalité, Fraternituche
Deux ans après le rêve américain, la famille Tuche revient à ses anciennes habitudes. Élu maire de Bouzolles, Jeff Tuche décide de se présenter à l'élection présidentielle car le TGV qui devait s'arrêter à Bouzolles ne fera que passer par le village. Il ressort grand vainqueur de l'élection avec 57 % des voix. Le nouveau président de la République va devoir exercer son pouvoir sur la France, à sa manière...

### Les Tuche 4
Les Tuche sont de retour à Bouzolles. Après avoir démissionné de son poste de président de la République, Jeff Tuche doit cette fois-ci faire face à la magie de Noël sur fond de querelles familiales contre son beau-frère...

### God Save the Tuche
Les Tuche mènent à nouveau une vie paisible à Bouzolles. Jiji, le petit fils de Jeff et Cathy, est sélectionné pour un stage de football à Arsenal. C'est l'occasion rêvée pour tous les Tuche d'aller découvrir le Royaume-Uni et d'y rencontrer la famille royale.

## Sorties en salle
- Les Tuche, réalisé par Olivier Baroux, sorti en 2011 ;
- Les Tuche 2 : Le Rêve américain, réalisé par Olivier Baroux, sorti en 2016 ;
- Les Tuche 3 : Liberté, Égalité, Fraternituche, réalisé par Olivier Baroux, sorti en 2018 ;
- Les Tuche 4, réalisé par Olivier Baroux, sorti en 2021 ;
- God Save the Tuche, réalisé par Jean-Paul Rouve[3], sorti en 2025.

## Fiche technique
|                         | Les Tuche (2011)                   | Les Tuche 2 : Le Rêve américain (2016) | Les Tuche 3 : Liberté, Égalité, Fraternituche (2018) | Les Tuche 4 (2021) | God Save the Tuche (2025) |
| ----------------------- | ---------------------------------- | -------------------------------------- | ---------------------------------------------------- | ------------------ | ------------------------- |
| Réalisateur             | Olivier Baroux                     | Olivier Baroux                         | Olivier Baroux                                       | Olivier Baroux     | Jean-Paul Rouve           |
| Scénario                | Philippe Mechelen                  | Philippe Mechelen                      | Philippe Mechelen                                    | Philippe Mechelen  | Philippe Mechelen         |
| Scénario                | Chantal Lauby                      |                                        |                                                      |                    |                           |
| Scénario                |                                    | Jean-Paul Rouve                        |                                                      |                    |                           |
| Scénario                |                                    | Olivier Baroux                         |                                                      |                    |                           |
| Scénario                | Nessim Chikhaoui                   |                                        |                                                      |                    |                           |
| Scénario                | Julien Hervé                       |                                        |                                                      |                    |                           |
| Scénario                | Lionel Dutemple, Benjamin Morgaine |                                        |                                                      |                    |                           |
| Décors                  | Perine Barre                       | Perine Barre                           | Perine Barre                                         | Perine Barre       |                           |
| Costumes                | Sandra Guiterrez                   | Sandra Guiterrez                       | Sandra Guiterrez                                     | Sandra Guiterrez   |                           |
| Photographie            | Arnaud Stefani                     | Christian Abomnes                      | Christian Abomnes                                    | Christian Abomnes  |                           |
| Montage                 | Richard Marizy                     | Richard Marizy                         | Flora Volpelière                                     | Stéphan Couturier  | Delphine Rondeau Guilbaud |
| Musique                 | Martin Rappeneau                   | Martin Rappeneau                       | Martin Rappeneau                                     | Martin Rappeneau   |                           |
| Société de production   | Ekswag                             | Ekswag                                 | Ekswag                                               | Ekswag             | Ekswag                    |
| Société de distribution | Pathé                              | Pathé                                  | Pathé                                                | Pathé              | Pathé                     |
| Budget                  | 10 940 000 €                       | 15 190 618 €                           | 13 400 000 €                                         | 16 975 000 €       | 17 000 000 €              |
| Durée                   | 97 minutes                         | 97 minutes                             | 92 minutes                                           | 101 minutes        | 95 minutes                |
| Date de sortie          | 1er juillet 2011                   | 3 février 2016                         | 31 janvier 2018                                      | 8 décembre 2021    | 5 février 2025            |
| Entrées                 | 1 534 491                          | 4 619 897                              | 5 687 200                                            | 2 436 419          | 3 001 828                 |

## Principaux personnages
| Personnages     | Les Tuche (2011) | Les Tuche 2 : Le Rêve américain (2016) | Les Tuche 3 : Liberté, Égalité, Fraternituche (2018) | Les Tuche 4 (2021) | God Save the Tuche (2025) |
| --------------- | ---------------- | -------------------------------------- | ---------------------------------------------------- | ------------------ | ------------------------- |
| Jeff Tuche      | Jean-Paul Rouve  | Jean-Paul Rouve                        | Jean-Paul Rouve                                      | Jean-Paul Rouve    | Jean-Paul Rouve           |
| Cathy Tuche     | Isabelle Nanty   | Isabelle Nanty                         | Isabelle Nanty                                       | Isabelle Nanty     | Isabelle Nanty            |
| Mamie Suze      | Claire Nadeau    | Claire Nadeau                          | Claire Nadeau                                        | Claire Nadeau      | Claire Nadeau             |
| Stéphanie Tuche | Sarah Stern      | Sarah Stern                            | Sarah Stern                                          | Sarah Stern        | Sarah Stern               |
| Wilfried Tuche  | Pierre Lottin    | Pierre Lottin                          | Pierre Lottin                                        | Pierre Lottin      | Pierre Lottin             |
| Donald Tuche    | Théo Fernandez   | Théo Fernandez                         | Théo Fernandez                                       | Théo Fernandez     | Théo Fernandez            |
| Georges Diouf   | Ralph Amoussou   | Ralph Amoussou                         | Ralph Amoussou                                       | Ralph Amoussou     |                           |

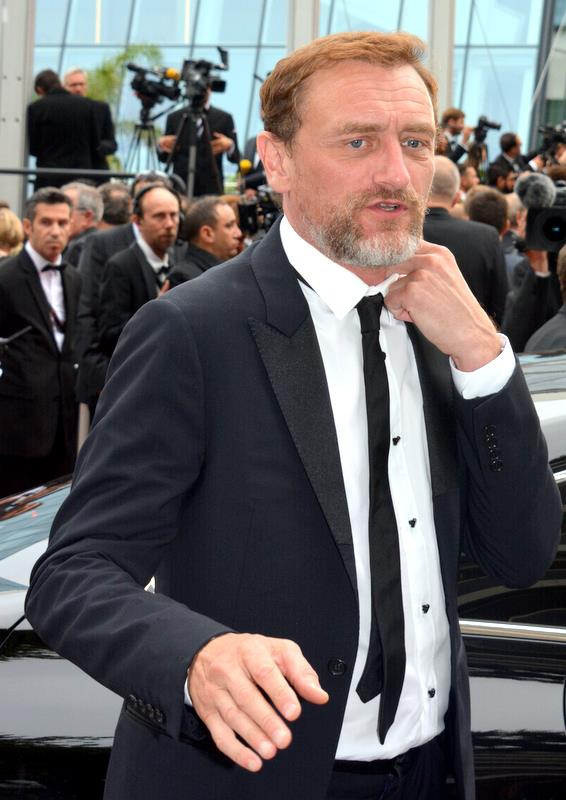
Jean-Paul Rouve
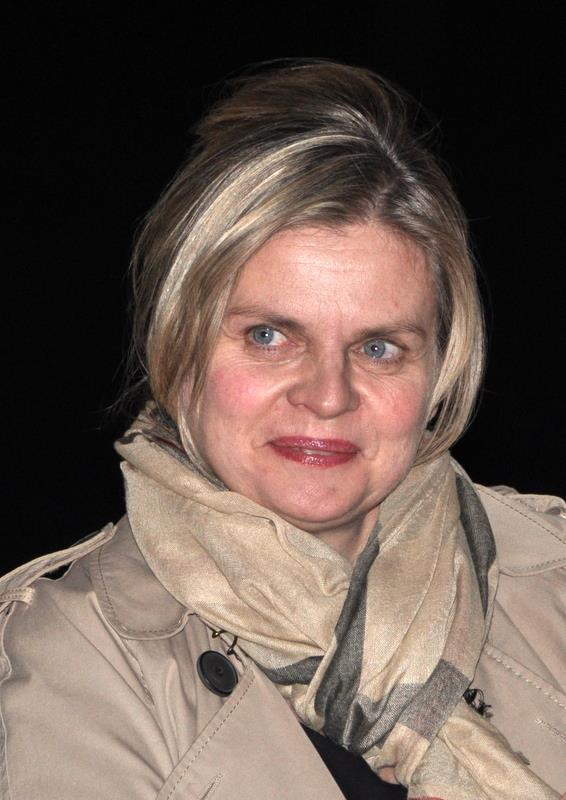
Isabelle Nanty
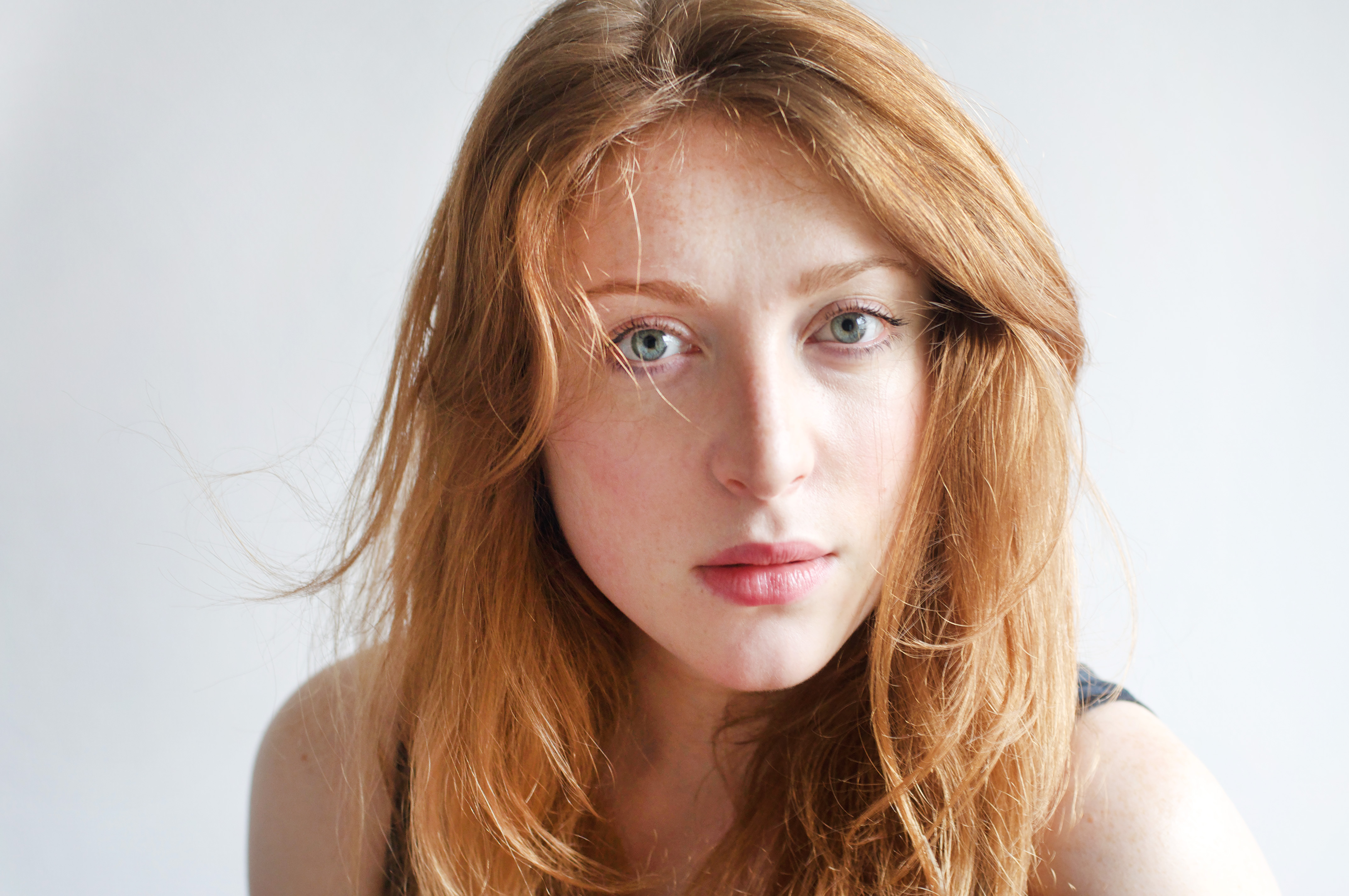
Sarah Stern

## Production
Après l'annonce du film, l'équipe de tournage fait une demande auprès de la commune de Monaco, afin d'avoir une autorisation de tournage, dans leur commune. Cette dernière ayant refusé, les scènes du film sont donc toutes tournées à Sanary-sur-Mer, sauf quelques-unes tournées à Cassis, dans les Bouches-du-Rhône. Le film, sorti le 1er juillet 2011, rencontre un succès tel que l'équipe de tournage décide de faire un nouveau film.
Après le succès du premier film, Pathé décide avec Eskwad de faire un second film, en partie tourné aux États-Unis, à Los Angeles et Las Vegas, mais aussi au Canada, notamment à Montréal.
Début 2017, Jean-Paul Rouve, l'interprète de Jeff Tuche, annonce via son compte Twitter que le scénario est terminé. Le tournage débute le 29 mai 2017. Mais, en raison du plan vigipirate, l'Élysée ne peut pas les accueillir. Les scènes dans le palais parisien sont donc tournées dans un château non loin de Paris, même si certaines scènes ont été tournées à Paris.
C'est en février 2019 qu'Olivier Baroux confirme la sortie des Tuche 4 pour 2020, et dévoile même un rapide résumé de l'histoire. Mais le tournage, commençant en 2020, s'arrête rapidement, et reprend en juin 2020, après un arrêt en raison de la pandémie de Covid-19, après une réécriture du scénario. Le film sort finalement le 8 décembre 2021 en salles.
En mai 2020, Jean-Paul Rouve pense que c'est une « bonne idée » de faire un cinquième volet sur Les Tuche, qui évoquerait la pandémie de Covid-19. Rouve lui-même devrait écrire et réaliser ce nouvel opus à la place d'Olivier Baroux. Le film s'intitule finalement God Save the Tuche.
En février 2025, Jean-Paul Rouve dit « Si God Save the Tuche marche, je voudrais laisser le public décider où se passera le prochain. On pourrait faire un référendum Tuche. Ça n’a jamais été fait pour aucun film. Celui qui trouvera l’idée sera au générique. Il faudrait que ça reste crédible, on ne fera pas Les Tuche sur Mars. On pourrait faire un dessin animé, un spectacle ou une émission spéciale à la télé. J’ai aussi une idée de série ».